# Императорски форуми (Рим)
Императорските форуми са поредица от древноримски форуми в Рим, по примера на главния Римски форум.
Строени между са 46 година преди новата ера и 113 година от новата ера. Имат обществена, религиозна, икономическа, политическа и историческа значимост както за Римската република, така и за Римската империя.
Първият построен форум е този на Юлий Цезар, а най-големият и най-добре запазеният е форумът на Траян.

## Списък със снимки
- Форум на Цезар
- Форум на Веспасиан и Храм на мира
- Форум на Траян и Траянова колона
- Форум на Август
- Форум на Нерва и храм на Минерва

- Форумът на Юлий Цезар
- Форумът на Траян
- Форумът на Август
- Форумът на Нерва